# Lauda Jerusalem (Vivaldi)
Lauda Jerusalem, RV 609, és una obra religiosa d'Antonio Vivaldi, un motet sobre el salm 147 que forma part de les Vespres. Està escrita en mi menor i per a doble cor a quatre veus. Com a obra, presenta un estil similar al del Beatus vir, RV 598, amb dues sopranos i orquestra de corda. La posada en música d'aquest salm dividit en 10 estrofes és una obra mestra formal.

## Estructura i anàlisi musical
Aquest salm, en conjunt, és com un moviment ràpid d'un concert instrumental. Els dos cors amb les dues orquestres presenten els "tutti" (tots els instruments alhora) i son ben reforçats, sonorament parlant. Aquestes parts contrasten amb els solos de les sopranos, que en cap moment fan un duo, i que estan acompanyades per la corda sense els baixos (només violins i violes) d'una sola orquestra. Vivaldi escriu els solos perquè participin sempre les dues sopranos i, com va fer altres cops, va posar els noms de les solistes: Margherita (1718-1810), Giulietta (1707-1783), Fortunata (1710-1774) i Chiaretta.
Formalment, és una obra molt interessant. Vivaldi, sovint, estructura aquest tipus d'obres com una cantata. En canvi, Lauda Jerusalem està compost en un sol moviment sense pauses, en la tonalitat de mi menor. En detall, aquesta seria la construcció de l'obra:
| Compassos | Versicles                    | Veus           | Orquestra               | Tonalitat         |
| --------- | ---------------------------- | -------------- | ----------------------- | ----------------- |
| 1-55      | Lauda Jerusalem...           | Ambdós cors    | Orq. 1-2                | mi-la             |
| 55-76     | Quoniam confortavit...       | Cor 1          | Orq. 1                  | la-Do             |
| 76-96     | Qui posuit fines tuos...     | Cor 2          | Orq. 2                  | Do-Sol            |
| 97-124    | Qui emittit eloquium...      | Ambdós cors    | Orq. 1-2                | Sol-Sol           |
| 125-145   | Qui dat nivem...             | Cor 1          | Orq. 1                  | mi-la             |
| 146-162   | Mittit crystallum suam...    | Cor 2          | Orq. 2                  | mi-mi             |
| 162-177   | Emittet verbum suum...       | Ambdós cors    | Orq. 1-2                | mi-Sol            |
| 178-215   | Qui annuntiat verbum suum... | Solo, cors 1-2 | Orq. 1-2 (sense baixos) | Sol-la            |
| 215-229   | ...non manifestavit eis.     | Solo, cors 1-2 | Orq. 1-2                | la-la             |
| 229-230   |                              |                |                         | la-mi (modulació) |
| 231-287   | Gloria Patri                 | Ambdós cors    | Orq. 1-2                | mi-mi             |

Temàticament, el material de la introducció torna a aparèixer en el compàs 162 i servei de base per al "Gloria Patri" final. L'ús que en fa del tutti i dels solos és similar a un concert per a solista.
La durada aproximada de la seva interpretació és de 7'20".

## Text en llatí
És el text del salm 147 de la Vulgata:
- Alleluja. Lauda, Jerusalem, Dominum; lauda Deum tuum, Sion.
- Quoniam confortavit seras portarum tuarum; benedixit filiis tuis in te.
- Qui posuit fines tuos pacem, et adipe frumenti satiat te.
- Qui emittit eloquium suum terræ: velociter currit sermo ejus.
- Qui dat nivem sicut lanam; nebulam sicut cinerem spargit.
- Mittit crystallum suam sicut buccellas: ante faciem frigoris ejus quis sustinebit?
- Emittet verbum suum, et liquefaciet ea; flabit spiritus ejus, et fluent aquæ.
- Qui annuntiat verbum suum Jacob, justitias et judicia sua Israël.
- Non fecit taliter omni nationi, et judicia sua non manifestavit eis. Alleluja.